# Aphroteniella filicornis
Aphroteniella filicornis är en tvåvingeart som beskrevs av Lars Zakarias Brundin 1966. Aphroteniella filicornis ingår i släktet Aphroteniella och familjen fjädermyggor. Inga underarter finns listade i Catalogue of Life.